# Girl You Know It's True (película)
Girl You Know It's True es una película biográfica de 2023 sobre el controvertido dúo musical de finales de los 80 y principios de los 90, Milli Vanilli, que provocó uno de los escándalos más infames de la música pop internacional. Entre 2021 y 2022, el cineasta germano-austriaco Simon Verhoeven escribió, dirigió y coprodujo la película biográfica, que fue producida por Wiedemann & Berg Film, con Leonine como distribuidora teatral, y se estrenó en los cines a finales de 2023. La película está protagonizada por Tijan Njie y Elan Ben Ali como los artistas de playback Rob Pilatus y Fabrice Morvan respectivamente, así como por Matthias Schweighöfer como el productor/manager musical Frank Farian.

## Sinopsis
El grupo musical ganador del premio Grammy, Milli Vanilli, se convirtió en el primer grupo al que le quitaron su premio luego de que se descubriera que eran una empresa falsa con cantantes haciendo playback de pistas pregrabadas. La película sigue el meteórico ascenso de los bailarines europeos Rob Pilatus (de Alemania) y Fab Morvan (de Francia) como Milli Vanilli para convertirse en uno de los dúos pop más exitosos de finales de los 80 y principios de los 90. Liderados por el establecido productor musical Frank Farian, los dos entonces desconocidos se convirtieron instantáneamente en estrellas mundiales con tres éxitos número uno en las listas de sencillos de Estados Unidos y muchos más en todo el mundo. El problema: pocos sabían que el dúo no cantaba. En el apogeo de su fama, Milli Vanilli ganó el premio Grammy, pero la verdad se reveló poco después, lo que hasta el día de hoy se considera uno de los mayores escándalos de la historia de la música mundial.

## Reparto
- Elan Ben Ali como Fabrice Morvan
- Tijan Njie como Rob Pilatus
- Matthias Schweighöfer como Frank Farian
- Graham Rogers como Todd Headlee
- Bella Dayne como Milli
- Tijan Marei como Carmen Pilatus
- Samuel S. Franklin como John Davis
- Mitsou Jung como Melly
- Penelope Frego como Stefania
- Roxanne Rittmann como Emily
- Nico Ehrenteit como Michael

## Producción

### Desarrollo
En agosto de 2022, se reveló que Leonine Studios estaba filmando una película biográfica sobre el problemático dúo musical Milli Vanilli. El guionista y director del proyecto, Simon Verhoeven, fue nombrado coproductor junto a Quirin Berg y Max Wiedemann, así como Laura Mihajlovic de Wiedemann & Berg Film.
Uno de los productores ejecutivos de la película biográfica es el productor e intérprete de música R&B Kevin Liles, quien compuso la versión original de "Girl You Know It's True" con el equipo de DJ de Baltimore Numarx en 1986. Kirstin Winkler y Frank Farian también se encuentran entre otros productores. Los productores asociados son Jasmin Davis, hija de John Davis, y Brad Howell. Carmen Pilatus, hermana de Rob Pilatus, el ex asistente de Milli Vanilli, Todd Headlee, e Ingrid Segieth, también conocida como Milli, están involucrados como productores asociados.
Como Morvan había vendido previamente sus derechos cinematográficos al director y productor Brett Ratner, inicialmente no pudo participar en la película de Verhoeven. Después de que Ratner fuera criticado y marginado durante el movimiento #MeToo en Hollywood, lo que llevó a la cancelación de la película biográfica de Ratner sobre Milli Vanilli, Morvan finalmente pudo unirse al equipo como otro coproductor.
La producción adicional estuvo a cargo de Sentana Film, SevenPictures y Mediawan.
La película fue adquirida por Voltage Pictures.

### Casting
Se confirmó que Matthias Schweighöfer interpretaría al productor del grupo, Frank Farian, mientras que Elan Ben Ali y Tijan Njie aparecerán como los líderes de Milli Vanilli, Fabrice Morvan y Rob Pilatus. En septiembre de 2022, se anunciaron los papeles de Graham Rogers y Bella Dayne.

### Rodaje
El rodaje tuvo lugar en Múnich, Berlín, Ciudad del Cabo y Los Ángeles en 2021 y 2022 y continuó hasta finales de año. Se confirmó que el rodaje finalizaría en diciembre de 2022, y en febrero de 2023 se anunció que Voltage Pictures había adquirido ventas mundiales (excluyendo Alemania) y llevaría la película al mercado cinematográfico europeo.

## Estreno
La película se estrenó a finales de 2023. Su estreno en Norteamérica tuvo lugar en el Festival de Cine Berlín & Beyond 2024 en San Francisco con la presencia de Morvan. En junio de 2024, Vertical adquirió los derechos de distribución de la película en América del Norte y planeó su estreno el 9 de agosto de 2024.